# Ernest Cadine
 (octobre 2015).
Si vous disposez d'ouvrages ou d'articles de référence ou si vous connaissez des sites web de qualité traitant du thème abordé ici, merci de compléter l'article en donnant les références utiles à sa vérifiabilité et en les liant à la section « Notes et références ».
Ernest Cadine (né le 12 juillet 1893 à Saint-Denis (dans le département de la Seine, aujourd'hui celui de Seine-Saint-Denis), mort le 20 mai 1978 à Paris, est un haltérophile français, de petite taille (1,67 m pour 82,5 kg).

## Biographie

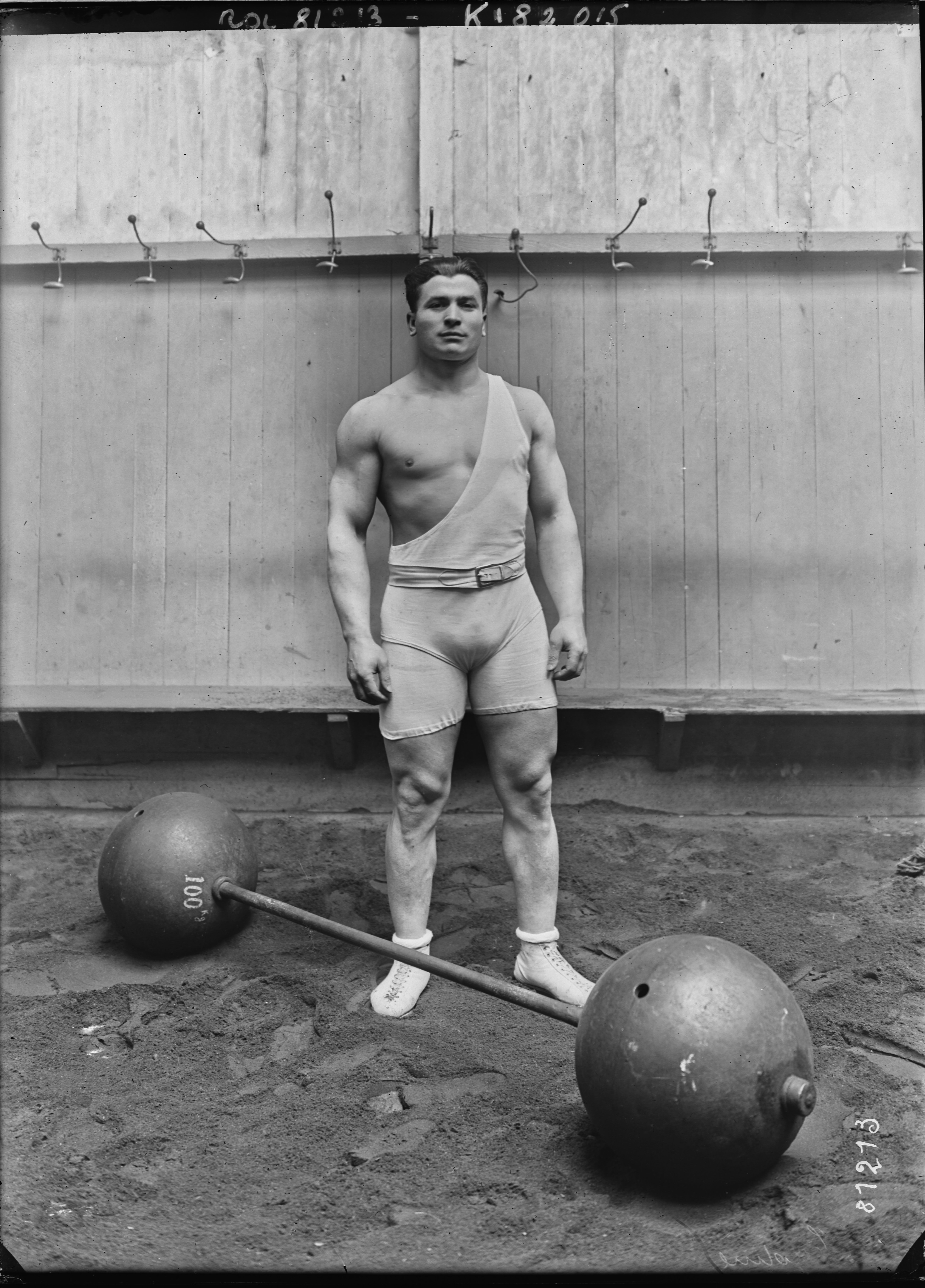
Portrait d'Ernest Cadine.

Dès l'école primaire, il montre son goût pour les exercices de force, se mesurant fréquemment à ses camarades dans des levers et lancers de pierres ou autres objets pesants qu'ils peuvent trouver. Il quitte l'école à seize ans, pour entrer en apprentissage dans un atelier de mécanicien, où il poursuit ses démonstrations en relevant les défis de ses compagnons.
Devenu mécanicien ajusteur, il commence sa véritable carrière sportive en s'exerçant à la gymnastique, à la lutte, aux poids et haltères et à la natation.
Avant de partir pour le service militaire, il participe au championnat de Paris, où il se classe troisième de la catégorie des poids moyens, en arrachant 75 kg d'un bras, 90 kg des deux bras, et en jetant 125 kg des deux bras.
Pendant la guerre de 1914-1918, il est mobilisé au 39e régiment d'artillerie et pendant les périodes de repos poursuit son entraînement avec des moyens de fortune, roues de wagon ou essieux.
Après la démobilisation, il se remet sérieusement à l'entraînement et obtient des résultats notables. Il réussit à jeter à un bras le fameux haltère de Triat (haltère court de 91 kg, fabriqué en 1839 pour Hippolyte Triat) et à arracher à droite l'essieu de 72 mm de diamètre, chargé à 107 livres, de la Société Athlétique Montmartroise.
En 1919, il tente de nouveau le championnat de Paris et se classe premier dans la catégorie des mi-lourds puis remporte le championnat de France.
Désigné par la Fédération pour représenter la France aux Jeux olympiques d'Anvers de 1920, il devient le premier champion olympique français dans la catégorie des mi-lourds (et indirectement toutes catégories confondues, car son total est supérieur au vainqueur de la catégorie des lourds !).
Ses résultats lors des Jeux d'Anvers sont de 90 kg à l'arraché d'un bras, 85 kg à la volée d'un bras, 100 kg à l'arraché à deux mains, 95 kg au développé à deux bras, 141 kg au jeté à deux bras.
Ernest Cadine passe ensuite professionnel.
Le 21 novembre 1920, il bat le record du monde, toutes catégories, du soulevé de terre de la main droite, avec 180 kg (précédent record détenu par le Suisse Maurice Deriaz avec 170 kg).
Ernest Cadine va rencontrer à deux reprises son grand rival Charles Rigoulot, médaillé d'or des mi-lourds aux Jeux olympiques de Paris de 1924, lui aussi passé professionnel. Ces affrontements entre les deux champions olympiques les opposent en dix mouvements : développé à droite, développé à gauche, volée à droite, jeté d'un bras, arraché à droite, développé à deux bras, arraché à deux bras, jeté en barre deux bras, soulevé de terre, épaulé jeté haltères séparés. Devant une foule passionnée, Charles Rigoulot l'emporte, la première fois le 6 octobre 1925 au Cirque d'hiver par 2 166 points contre 2 150, la seconde fois au Vélodrome d'Hiver le 9 janvier 1926 par un écart bien plus net de 2 313 points contre 2 100. Lors de la rencontre de 1925, deux records du monde sont battus, celui de l'épaulé-jeté par Rigoulot (156 kg, précédent record 149 kg) et celui du soulevé de terre par Cadine (261 kg, précédent record 260 kg). Ces rencontres sont restées dans toutes les mémoires.
Par la suite, Ernest Cadine entreprend une carrière au music-hall, réalisant des démonstrations de force : il tord des clous, déchire des jeux de cartes, brandit à bout de bras douze queues de billard tenues par leur extrémité entre les doigts d'une seule main... De tels exercices spectaculaires témoignent de la force de sa prise, de sa « poigne » qui était légendaire.
Ernest Cadine obtient, l'année de sa mort, la croix de chevalier dans l’ordre national du Mérite. Il meurt à l'âge de 84 ans le 20 mai 1978.

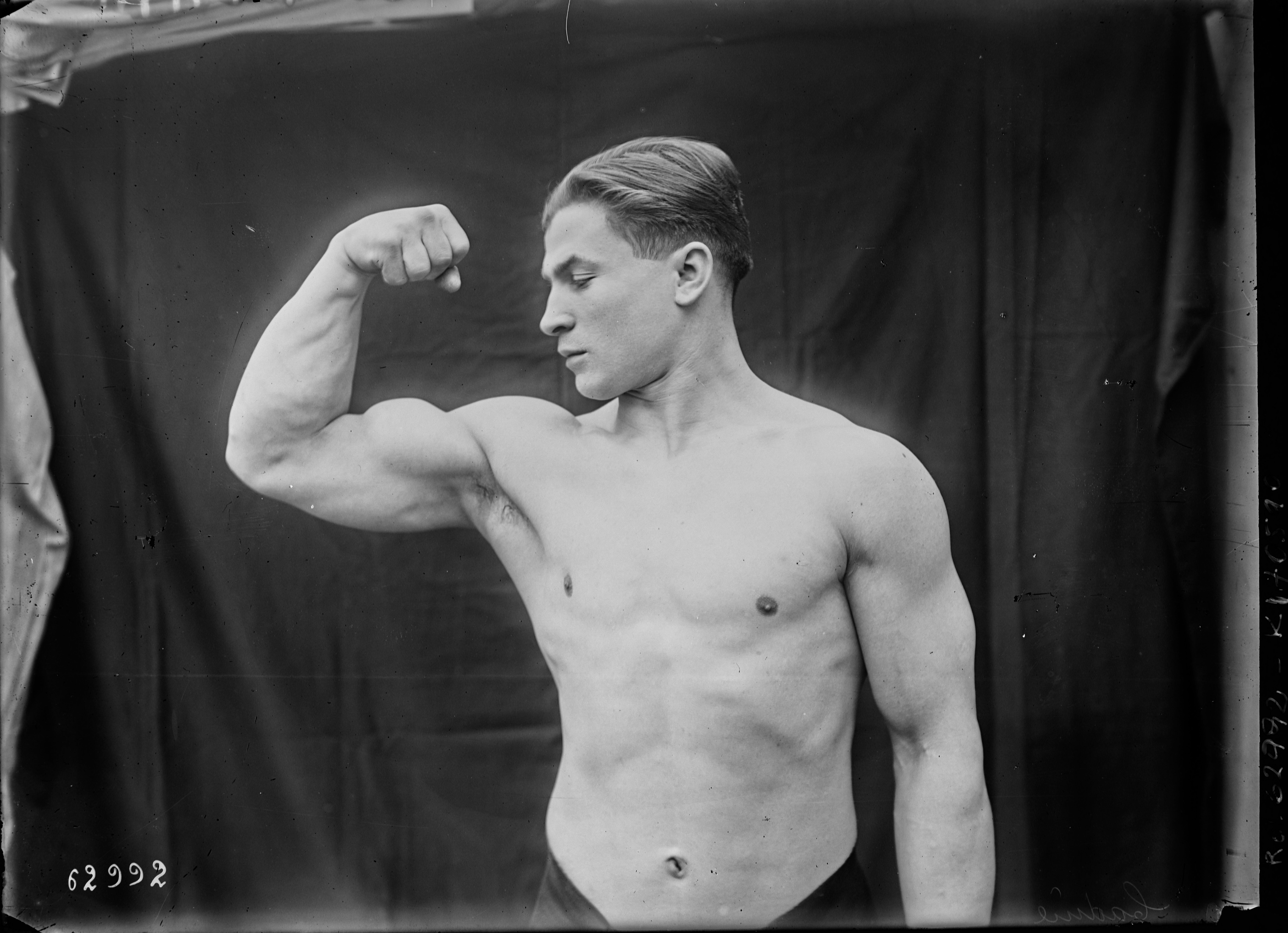
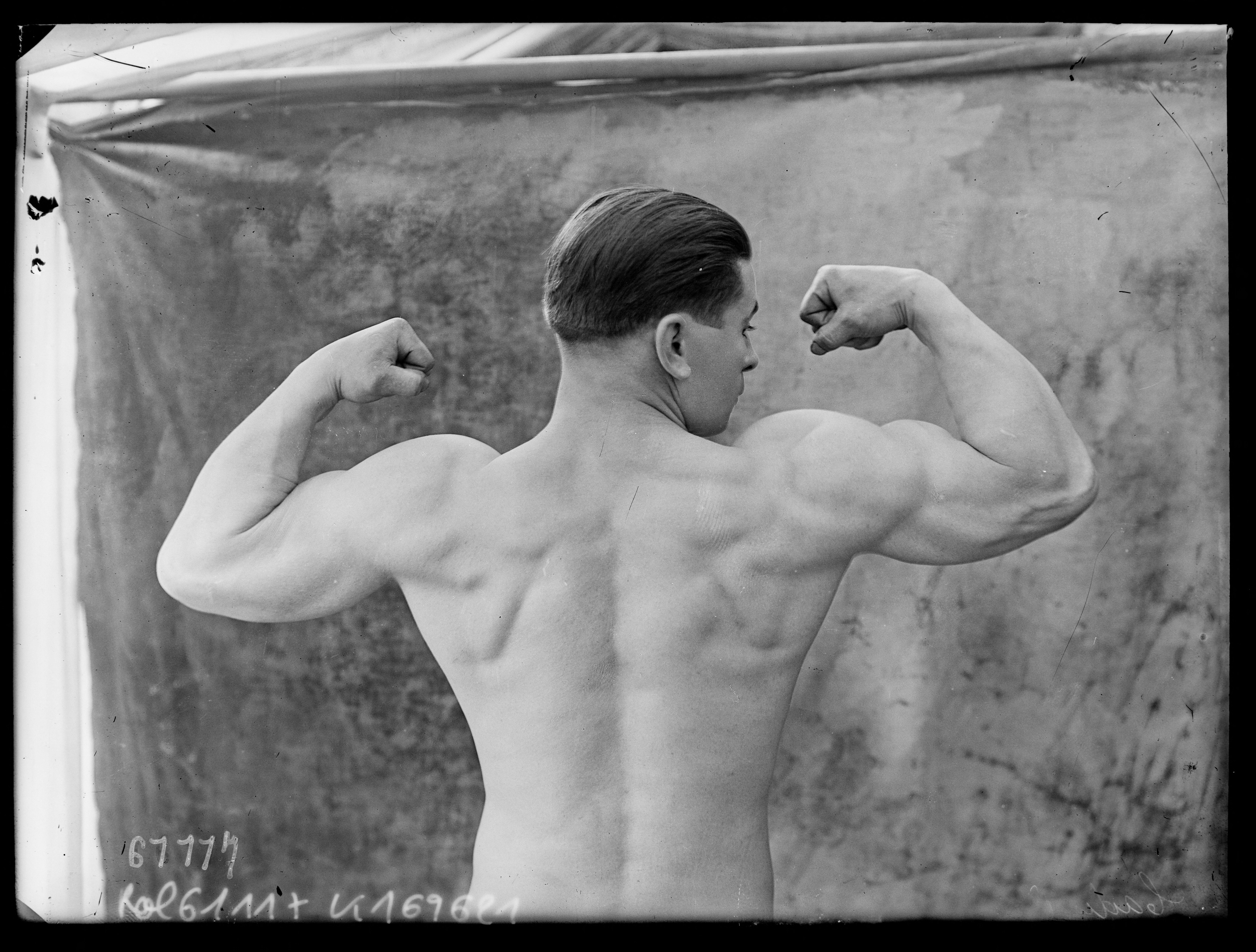
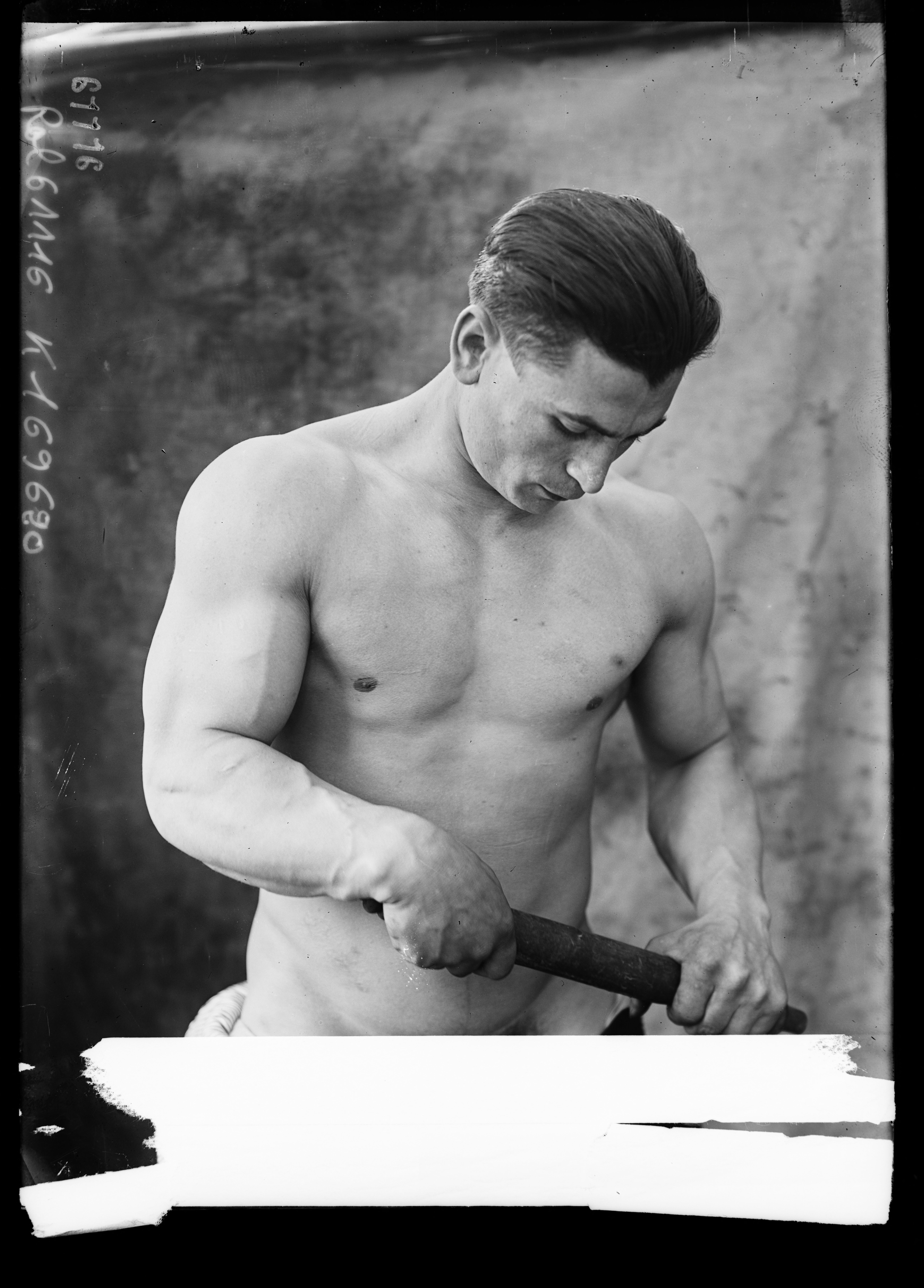
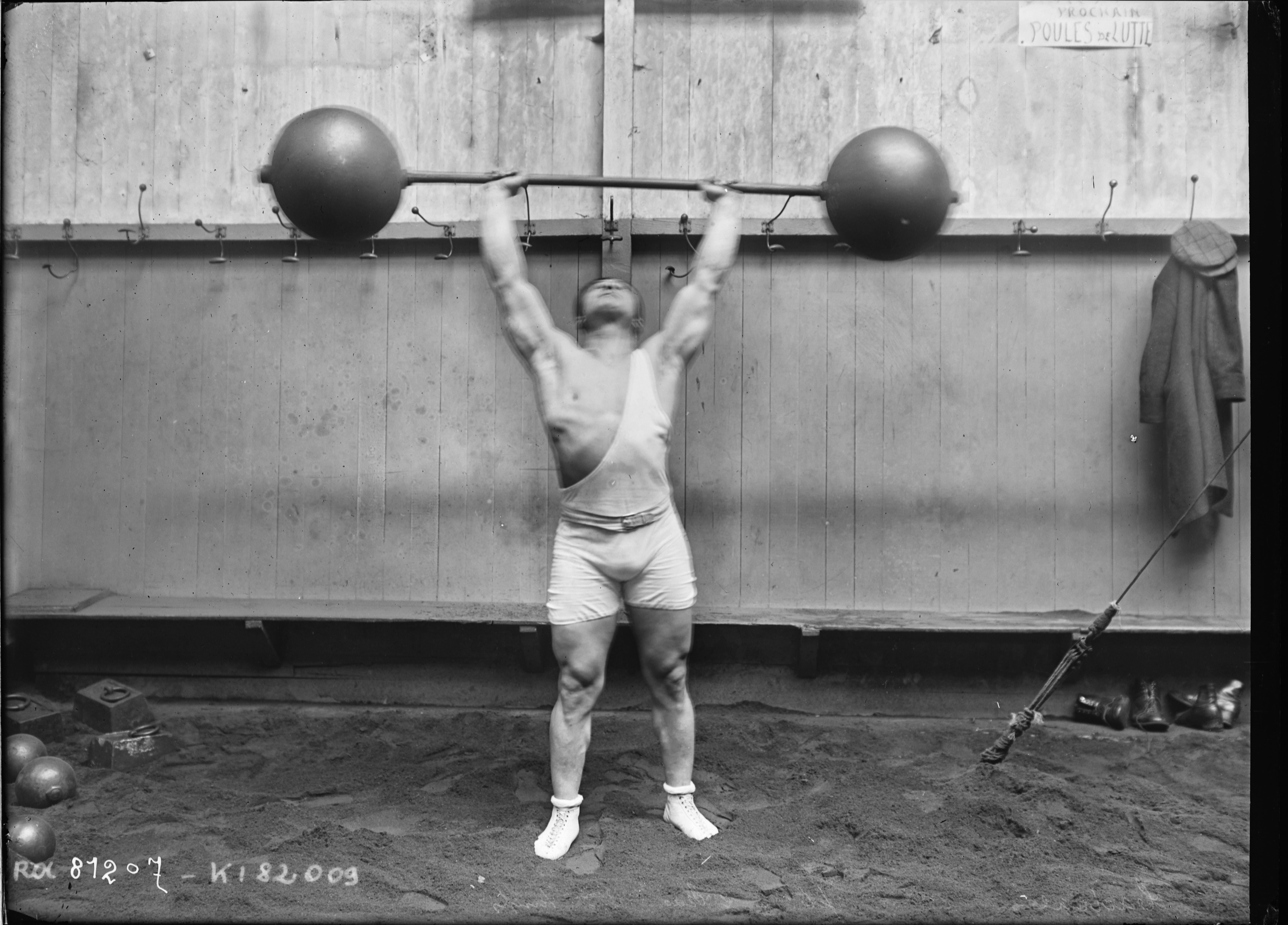
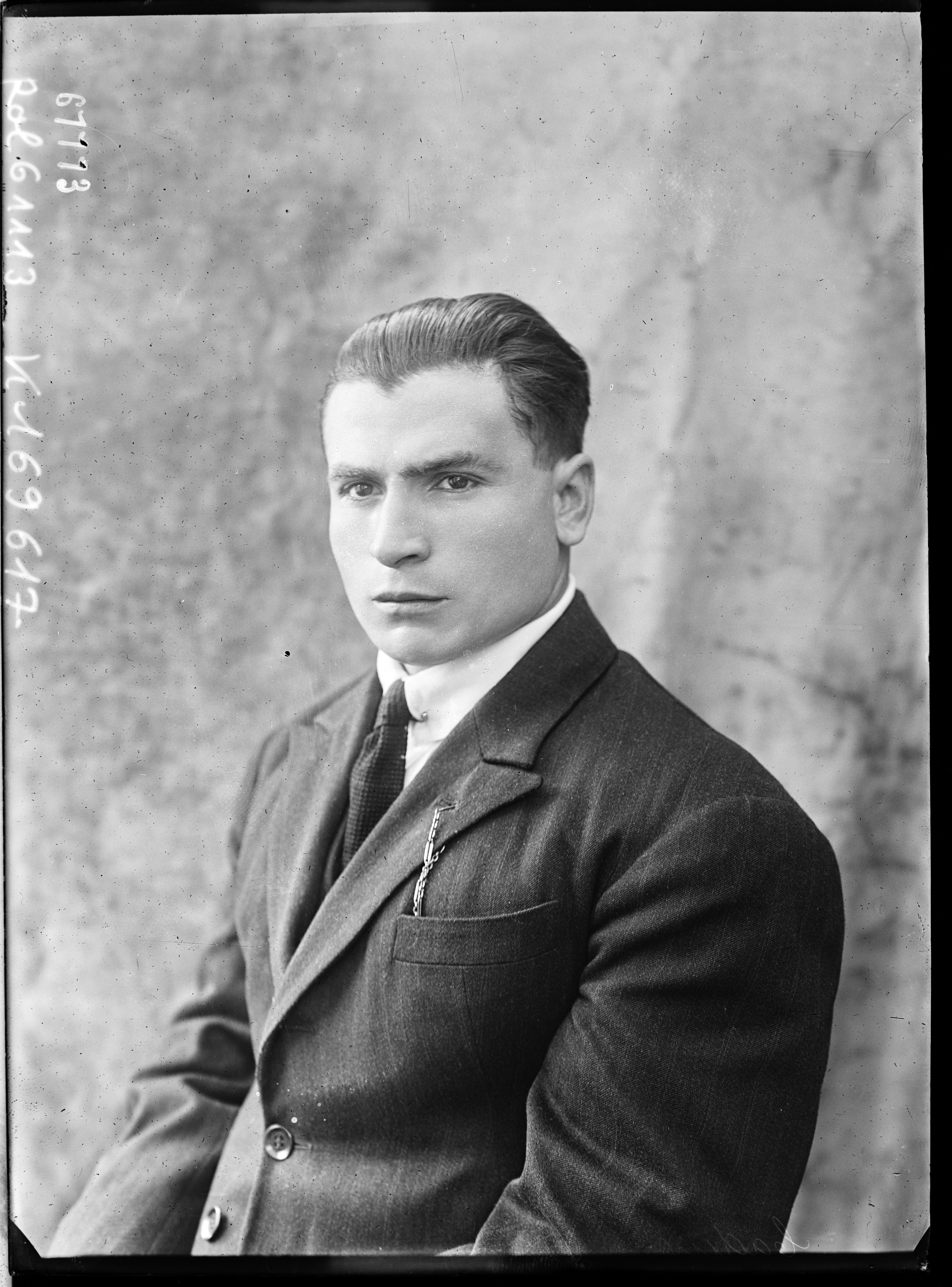